# Villamayor (Ávila)
Villamayor es una aldea de España, en la provincia de Ávila, comunidad autónoma de Castilla y León. Situada a 2 kilómetros de Muñosancho y a 3 de Cisla, en el suroeste de la La Moraña. Es una pedanía del municipio de Muñosancho. Actualmente cuenta con 89 habitantes.
Aparece descrito en el diccionario de Madoz.

## Monumentos
La iglesia de origen medieval fue renovada en el siglo XVI instalándose la armadura comprada a la capilla de los Pamo en la Iglesia de San Cipriano de Fontiveros, siendo una de las mejores armaduras mudéjares de la Moraña.

## Fiestas y costumbres
En junio, se hace la romería de San Pedro, en la que se saca la imagen de San Pedro alrededor del pueblo. Cada año, una familia del pueblo es encargada de llevar la "vara" en la procesión.